# 라울 라조르박
라울 라조르박(프랑스어: Raoul Razorbak 또는 Raoul Razorback)은 베르나르 베르베르가 창조한 인물이다. 그가 등장하는 소설은 《타나토노트》, 《천사들의 제국》,《신》 등이 있다.
타나토노트에서 미카엘 팽송을 만나며 이야기가 시작된다. 페르라셰즈 묘지(Cimetière du Père-Lachaise)에서 라울은 미카엘과 함께 죽음의 비밀에 대해 알아내기로 한다. 라울은 미카엘에게 자기 아버지 프랑시스 라조르박이 죽음에 대해 알아내기 위해 자살한 것을 보고 죽음에 관심이 많아졌다고 한다.
라울 라조르박은 미카엘과는 다르게 독수리처럼 키가 크고, 말랐다.

## 등장하는 책
라울 라조르박은 다음 책에서 등장한다.
- 타나토노트: 미카엘 팽송을 자기 프로젝트에 참가하게 한다.
- 천사들의 제국: 천사가 되어 팽송처럼 세 사람을 돌본다.
- 신 : 미카엘 팽송, 프레디 메예르, 에드몽 웰즈와 함께 Y게임에 참전하여 팽송과 마찰을 빚다가 결국 게임의 우승자가 되고 창조주를 만나기위해 두개의 산을 팽송일행보다 더 빨리 도착한다.